# Parets del Vallès
Parets del Vallès – gmina w Hiszpanii, w prowincji Barcelona, w Katalonii, o powierzchni 9,07 km². W 2011 roku gmina liczyła 18 492 mieszkańców.